# Хмелеграб Нольтона
Хмелеграб Нольтона (лат. Ostrya knowltonii) — вид деревьев рода Хмелеграб (Ostrya) семейства Берёзовые (Betulaceae).
В Северной Америке и в Англии в культуре с 1914—1916 годов.

## Распространение и экология
В природе ареал вида охватывает Северную Америку.
Произрастает в горных лесах на высоте 1500—2000 м над уровнем моря.

## Ботаническое описание
Дерево высотой до 10 м, со стволом диаметром 30—40 см. На высоте 50 см от земли ствол, обычно, разветвляется на 3—4 прямостоячие крупные ветви. Ветви тонкие, висячие, часто искривлённые, образуют узкую закруглённую симметричную крону. Однолетние побеги опушённые, зеленовато-коричневатые; двулетние — голые, серые. Кора на внутренней стороне ярко-оранжевая, отслаивающаяся пластинками.
Почки яйцевидные, опушённые, тёмно-красно-бурые. Листья яйцевидные до овальных, длиной 2,5—5 см, острые или наверху закруглённые, с округлым или слегка сердцевидным основанием, остропильчатые, сверху тёмно-жёлто-зелёные и волосистые, снизу светлее и мягко опушённые.
Тычиночные серёжки длиной до 3 см, на толстых ножках, покрытых рыжеватым опушением; чешуйки постепенно суживающиеся в тонкое шиловидное острие, тёмно-бурые, опушённые. Пестичные серёжки длиной 3 см, с яйцевидно-ланцетными, светло-жёлто-зелёными опушёнными чешуйками, ресничатыми по краю.
Орешек продолговатый, длиной 6 мм, волосистый на верхушке.
Древесина светло-красновато-бурая с тонкой заболонью.

## Таксономия
Вид Хмелеграб Нольтона входит в род Хмелеграб (Ostrya) подсемейства Лещиновые (Coryloideae) семейства Берёзовые (Betulaceae) порядка Букоцветные (Fagales).
|  |                                      |  |                                                             |                                                             |                     |  | ещё 7 семейств (согласно Системе APG II) | ещё 7 семейств (согласно Системе APG II)                   |                                                            |  |  |  | ещё 3 рода  | ещё 3 рода             |  |  |
|  |                                      |  |                                                             |                                                             |                     |  | ещё 7 семейств (согласно Системе APG II) | ещё 7 семейств (согласно Системе APG II)                   |                                                            |  |  |  | ещё 3 рода  | ещё 3 рода             |  |  |
|  |                                      |  |                                                             | порядок Букоцветные                                         |                     |  |                                          |                                                            | подсемейство Лещиновые                                     |  |  |  |             | вид Хмелеграб Нольтона |  |  |
|  |                                      |  |                                                             | порядок Букоцветные                                         |                     |  |                                          |                                                            | подсемейство Лещиновые                                     |  |  |  |             | вид Хмелеграб Нольтона |  |  |
|  | отдел Цветковые, или Покрытосеменные |  |                                                             |                                                             | семейство Берёзовые |  |                                          |                                                            | род Хмелеграб                                              |  |  |  |             |                        |  |  |
|  | отдел Цветковые, или Покрытосеменные |  |                                                             |                                                             |                     |  |                                          |                                                            |                                                            |  |  |  |             |                        |  |  |
|  |                                      |  | ещё 44 порядка цветковых растений (согласно Системе APG II) | ещё 44 порядка цветковых растений (согласно Системе APG II) |                     |  |                                          | ещё одно подсемейство, Берёзовые (согласно Системе APG II) | ещё одно подсемейство, Берёзовые (согласно Системе APG II) |  |  |  | ещё 8 видов |                        |  |  |
|  |                                      |  |                                                             | ещё 44 порядка цветковых растений (согласно Системе APG II) |                     |  |                                          |                                                            | ещё одно подсемейство, Берёзовые (согласно Системе APG II) |  |  |  |             |                        |  |  |